# TRACOM
Uzina de Tractoare TRACOM (cunoscută în trecut ca Uzina de Tractoare din Chișinău, în rusă Кишинёвский тракторный завод) a fost uzina producătoare de tractoare specializate în lucrările de cultivare a terenurilor cu viță de vie și sfeclă.
În prezent se pregătește să se producă autobuze electrice la fosta uzină de tractoare din Chișinău.

## Istoric
Uzina de tractoare din Chișinău își are începuturile în anul 1945, când a fost creată o întreprindere de reparare a motoarelor. Uzina de motoare a fost reorganizată în uzină de reparații a automobilelor, utilajelor, fabricarea detaliilor pentru reparații cu denumirea „Avtodetali” în 1958.

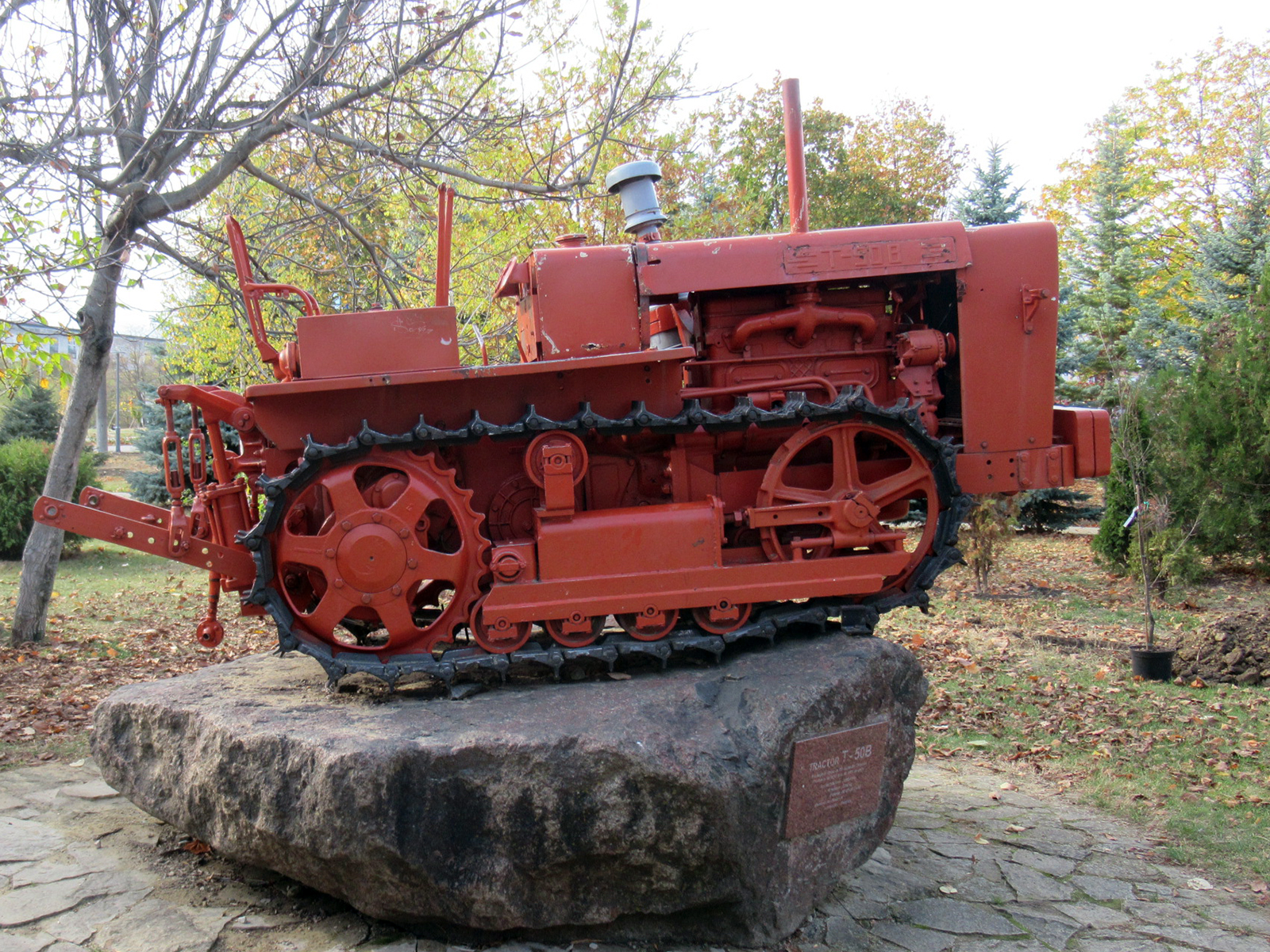
Т-50В, primul tractor moldovenesc lansat în 1964, în Parcul Universităţii Tehnice a Moldovei

În 1961 uzina a fost reprofilată în uzină constructoare de tractoare. Primul tractor construit a fost modelul T-50B în septembrie 1962. În anul 1975 a început producția de tractoare de recoltare a sfeclei – T-70C. În 1991 uzina a fost închisă. Pentru o lungă perioadă de timp aceasta nu activat și a fost distrusă sub influența vremii și a factorilor climatici. În anul 1995 a fost luată decizia de a crea în baza Uzinei de tractoare societatea pe acțiuni „Uzina de tractoare TRACOM”. Sub această denumire întreprinderea a fost cunoscută până la desființare. În anii 2000, o parte din halele uzinei au fost reprofilate în centre comerciale și de afaceri.
În perioada dintre anii 1962–2008 producția de tractoare a constituit 257.635 de unități.